# Barbara Allen (politica)
Barbara Allen (8 febbraio 1961) è una politica statunitense membro del partito repubblicano, senatrice statale del Kansas per l'8° distretto.
È di Overland Park, Kansas, ed è un avvocato. Allen si è laureata in Bachelor of Science al Mount Vernon College for Women (ora campus Mount Vernon della George Washington University) e ha conseguito una laurea presso la University of Missouri–Kansas City Law School.
È stata nominata per la prima volta alla Kansas House of Representatives per ricoprire il resto del mandato di Ron Fox, dimessosi nel 1987, e ha vinto la rielezione di diritto per altri sei mandati. Nelle elezioni del 2000, ha vinto un seggio al Senato del Kansas, dove ha prestato servizio per due mandati.
Nel marzo 2005, Allen fu informata di avere un cancro al seno. Non potendo essere curata in Kansas, Allen cercò cure al Dana–Farber Cancer Institute di Boston. Dopo 12 cicli di chemioterapia, 33 trattamenti di radioterapia e un intervento chirurgico, i medici dissero di non riuscire a rilevare alcun cancro. È una sostenitrice del Kansas Children's Cabinet.

## Vita personale
Allen è nativa di Overland Park, Kansas. Ha sposato Kevin Moriarty nel novembre 2011.

## Esperienza politica
- Senatrice, Senato dello Stato del Kansas, 2001–2008
- Rappresentante, Camera dei Rappresentanti del Kansas, 1989–2001
- Assistente Procuratore Generale, 1985–1987[3]